# 龍馬看護ふくし専門学校
龍馬看護ふくし専門学校（りょうまかんごふくしせんもんがっこう）とは、高知県高知市北本町にある医療・福祉系の専門学校。略称はRNW。学校法人龍馬学園が運営している。

## 設置学科
- 看護学科（希望により大学併修可）
- 福祉保育学科（短大併修）
- 医療事務学科
- 子ども未来学科（短大併修）
- スポーツ健康学科

## グループ校
- 龍馬情報ビジネス&フード専門学校
- 龍馬デザイン・ビューティ専門学校

## 提携校
- 埼玉県にある人間総合科学大学と提携を結び、学士号取得支援教育（ダブルスクール制度）を実施している。